# Loituma Girl
Loituma Girl (também conhecido como "Leekspin") é uma animação em Flash que foi feita para a música finlandesa "Ievan polkka", do quarteto finlandês Loituma em seu álbum de estreia de 1995, Things of Beauty. Ela apareceu na Internet no final de abril de 2006 e em pouco tempo se tornou popular. A animação consiste em quatro quadros que mostram o personagem do anime Bleach, Orihime Inoue, girando uma cebola galesa ou alho-poró, com um loop de 27 segundos da música. A parte da música que faz parte do meme é improvisada por Hanni-Mari Autere, que é totalmente aleatória.

## Conteúdo
A animação de Loituma Girl é retirada do segundo episódio do anime Bleach, entre o décimo segundo e o décimo quarto minuto (dependendo da versão). No clipe, Orihime gira um alho-poró enquanto conversa com Ichigo Kurosaki e Rukia Kuchiki. A cena é um exemplo de uma piada recorrente sobre sua personagem, na qual ela quer cozinhar algo tão incomum que parece quase difícil de engolir.
A música utilizada consiste na segunda metade da quinta estrofe (quatro versos) e na sexta estrofe completa (oito versos) de "Ievan polkka". Ao contrário do resto da música, essas duas estrofes não têm significado, nas quais há principalmente palavras finlandesas de inspiração fonética que variam conforme a apresentação e geralmente são compostas no local pelo cantor (compare o canto scat no jazz). Essas estrofes, portanto, geralmente não aparecem nas páginas de letras, o que confunde a cabeça das pessoas que procuram letras relacionadas à animação.
Houve alguma incerteza sobre como o vegetal aparece na animação. Na versão japonesa do anime, ela é uma cebola galesa, mas na dublagem americana é um alho-poró, do qual é derivado o nome da animação. Tal como acontece com muitas confusões sobre vegetais, uma questão que pode ser resolvida ao comparar os nomes científicos e comuns. Welsh Onion é um nome comum para Allium fistulosum, que é um alimento básico na culinária japonesa que em japonês se diz negi (ねぎ). "Grandes variedades de cebola galesa têm semelhança com o alho-poró, como o negi japonês, enquanto variedades menores são semelhantes à cebolinha."

## Popularidade
Em 10 de julho de 2006, o jornal finlandês Helsingin Sanomat informou que Loituma Girl recuperou a popularidade do Loituma, e a banda recebeu milhares de cartas de fãs de todo o mundo.
O membro da banda Timo Väänänen descreve como reagiu inicialmente ao vídeo:

I first found out there was something going on when I looked at the statistics of my own web page and then I realized that something weird is happening because there is such a huge traffic there. And most of the traffic came from Russia and then I started to track down what is happening and then I found this video. And well, I have no idea what this video is about, and what this girl is about.
O autor do meme é o blogueiro russo "g_r_e_e_n", que postou a animação em 23 de abril de 2006 às 15h40 e também no LiveJournal russo. O clipe da música logo alcançou uma popularidade esmagadora na Rússia como um toque de celular, e muitos jovens urbanos ficaram cientes das letras "Yak zup zop".
O programa de rádio The World, do PRI, falou sobre a animação em um segmento, no qual eles notaram as qualidades indutoras de transe do clipe. Patrick Macias, que foi entrevistado no programa, falou sobre a animação:

This is basically a joke for someone who spends all of their time staring at a computer, made by people who spend all of their time staring at a computer. It's possible to read deeper meanings into it, but it sort of defeats the purpose because in the end it's just this hypnotic clip of animation.
Como acontece com vários memes da Internet, vídeos, remixes e paródias tiveram inspiração na animação em Flash. Estes podem apresentar o plano de fundo animado, o clipe da música ou qualquer coisa que lembre o estilo da animação.
Em agosto de 2010, o Disney Channel exibiu "Summer Belongs To You!", um especial de televisão de uma hora de Phineas e Ferb. No especial em que o elenco visita Tóquio, Phineas e Ferb convencem Stacy a participar de uma dança semelhante a "Caramelldansen". Durante a dança, Isabella acena com um alho-poró na mão, semelhante à Loituma Girl.
Em dezembro de 2010, a Operação Leakspin deletou o meme "Leekspin" durante os esforços para conscientizar sobre documentos potencialmente importantes vazados pelo WikiLeaks.

## Comercialização
Em agosto de 2006, a empresa alemã de ringtones Jamba! começou a vender mídias baseadas na animação. O vídeo mostra um burro antropomórfico (chamado Holly Dolly), que dança ao som da animação que é exibida (virada horizontalmente) ao fundo. A animação é comercializada como "Dolly Song" e a música é tocada mais rápido do que a sua versão original. Também foi dado um prefácio de bateria extra de 30 segundos.
Em janeiro de 2007, um vídeo semelhante intitulado "Holly Dolly - Dolly Song (Ieva's Polka)" apareceu no Top 100 do Google Video, mesmo já estando na Internet há algum tempo. Ele apresenta o mesmo burro, junto com algumas ovelhas dançantes e um boneco de neve, mas a garota com o alho-poró no fundo aparece apenas por pouco tempo. Em abril de 2007, a empresa de energia holandesa Eneco usou a melodia de Loituma "Ievan Polka" em seu comercial de TV para "ecostroom" (energia verde).
A empresa holandesa Artiq Mobile lançou um site onde as pessoas podem postar vídeos caseiros de paródia do Loituma Girl. Segundos os comerciais de TV, o melhor vídeo ganharia 500 euros. A empresa romena Romtelecom usa a música em um comerciai para a Dolce, um serviço de televisão por satélite. 
Em outubro de 2007, o McDonald's usou essa música em um comercial de TV da Hungria do café McCafé. Ao digitar "Loituma Girl" no jogo de DS de 2009 Scribblenauts, é encontrada uma garota ruiva girando um alho-poró.

### Adaptação Vocaloid
Em setembro de 2007, foi feito um cover de "Ievan polkka", cantado pela Vocaloid Hatsune Miku. Foi acompanhado por uma animação de uma versão chibi de Hatsune Miku acenando uma cebola galesa. Até o momento, o vídeo tem mais de 12 milhões de visualizações no Nico Nico Douga e no YouTube e, como resultado, a fama de Miku ao girar a cebola galesa foi maior que a de Orihime.
Com o sucesso da versão Vocaloid de "Ievan polkka", o chibi-Miku apresentado no vídeo passou a ser tratado como um personagem separado conhecido como Hachune Miku. A Good Smile Company criou uma versão de figura de ação Nendoroid para ela.